# Пулково (деревня, Ломоносовский район)
Пу́лково (фин. Pulkkala) — деревня Лебяженского городского поселения Ломоносовского района Ленинградской области.

## История
На шведской «Генеральной карте провинции Ингерманландии» 1704 года упоминается как деревня швед. Insio.
После победы в Северной войне (1700—1721 годов) Пётр I значительную часть Копорского уезда Ингерманландии пожаловал своему ближайшему сподвижнику Александру Даниловичу Меншикову.
Территория мызы Горы-Валдайской (Каравалдайской), как она тогда называлась, была разделена на две части, граница прошла посередине Каравалдайского (ныне Горавалдайского) озера. Его западная половина и деревня Горы-Валдай, стоявшая на северном берегу, были пожалованы генерал-майору С. А. Шепелёву, брату обер-гофмаршала императорского дворца, а деревня стала называться Шепелёво. Восточная часть озера и деревни Гора-Валдай, Пулково и Чёрная Лахта достались А. Г. Разумовскому.
Согласно 8-й ревизии 1833 года деревня Пулково принадлежала действительному статскому советнику Д. Н. Доброжанскому.

ПУЛКОВО — деревня принадлежит наследникам господина Добржанскаго, число жителей по ревизии: 22 м. п., 34 ж. п. (1838 год)

На карте Ф. Ф. Шуберта 1844 года упоминается как деревня Пулкова.
На этнографической карте Санкт-Петербургской губернии П. И. Кёппена 1849 года она обозначена как деревня «Pulkowa», расположенная в ареале расселения ижоры. В пояснительном тексте к этнографической карте она записана как деревня Pulkowa (Пулково) и указано количество её жителей на 1848 год: ижоры — 20 м. п., 29 ж. п., всего 49 человек, которые относились к православному Ковашскому Благовещенскому приходу.
Согласно 9-й ревизии 1850 года деревня Пулково принадлежала помещику Аристу Ивановичу Дребсу.

 
ПУЛКОВО — деревня надворного советника Дребса, по просёлочной дороге, число дворов — 9, число душ — 19 м. п. (1856 год)

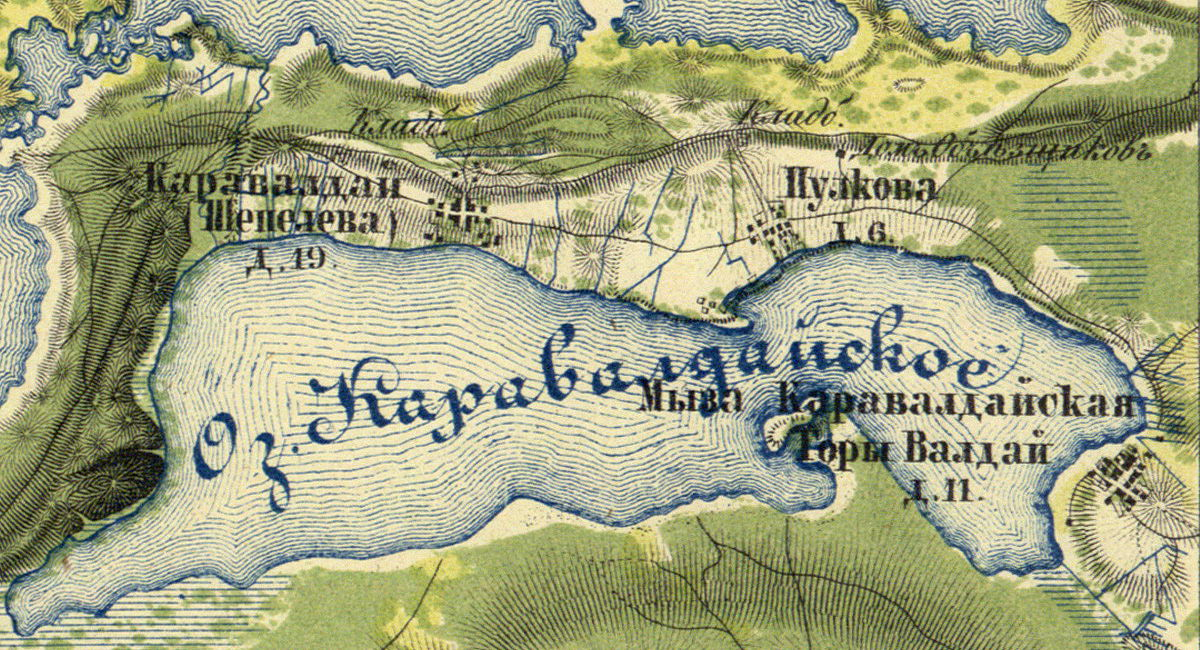
Деревня Пулково на карте 1860 года

В 1860 году деревня называлась Пулкова и насчитывала 6 дворов.

ПУЛКОВО — деревня владельческая при озере Каравалдайском, на приморском просёлочном тракте, в 46 верстах от Петергофа, число дворов — 9, число жителей: 23 м. п., 28 ж. п. (1862 год)

В конце XIX века деревня административно относилась к Ковашевской волости 2-го стана Петергофского уезда Санкт-Петербургской губернии, в начале XX века — 3-го стана. По приходским данным население деревни было смешанным — финско-ижорским.
С 1917 по 1923 год деревня входила в состав Шепелёвского сельсовета Ковашевской волости Петергофского уезда.
С 1923 года в составе Троцкого уезда.
Согласно данным переписи населения СССР 1926 года в деревне Пулково проживали 113 человек — большинство ижоры, а также русские.
С февраля 1927 года в составе Ораниенбаумской волости. С августа 1927 года в составе Ораниенбаумского района.
В 1928 году население деревни составляло 115 человек.
По данным 1933 года деревня Пулково входила в состав Шепелёвского сельсовета Ораниенбаумского района.

План деревни Пулково. 1938 год

Согласно топографической карте 1938 года деревня насчитывала 22 двора.
С февраля 1963 года в составе Гатчинского района. С августа 1963 года, в составе Лебяженского сельсовета.
С 1965 года в составе Ломоносовского района. В 1965 году население деревни составляло 75 человек.
По данным 1966 года деревня Пулково также находилась в составе Лебяженского сельсовета.
По данным 1973 года деревня Пулково находилась в составе Лебяженского поссовета.
По данным 1990 года деревня Пулково вновь входила в состав Шепелёвского сельсовета Ломоносовского района.
В 1997 году в деревне Пулково Шепелёвской волости проживал 1 человек, в 2002 году — также 1 (русский).
В 2007 году в деревне Пулково Лебяженского ГП — также 1.

## География
Деревня расположена в северной части района на автодороге 41А-007 (Санкт-Петербург — Ручьи).
Расстояние до административного центра поселения — 15 км.
Расстояние до ближайшей железнодорожной станции Краснофлотск — 12 км.
Деревня находится между южным берегом Финского залива (бухта Графская Лахта) и Горавалдайским озером.
Пулково входит в 30-километровую зону Ленинградской атомной станции.

## Демография
| 1862 | 1997 | 2002 | 2007 | 2010 | 2017 |
| ---- | ---- | ---- | ---- | ---- | ---- |
| 51   | ↘1   | →1   | →1   | ↘0   | ↗1   |

## Достопримечательности
- Горовалдайское озеро
- Батарея «Серая Лошадь»